# 广州机务段
广深铁路股份有限公司广州机务段，简称广州机务段，是广深铁路股份有限公司下属的内燃、电力和動車組牵引机务段，段本部位于中国广东省广州市越秀区矿泉街道内，始建于1951年1月，经历了机务系统多次改革，与原韶关机务段、原广深机辆事业部机务部、原三水机务段合并，整合为现时的广州机务段。
广州机务段是华南地区的一座大型机务段，主要承担广州局集团管内含高铁、普速、货物列车的牵引、机车检修、整备及部分区段救援任务。在列车牵引方面：乘务交路北至长沙、南抵海安南、西达贵阳、东接厦门，总乘务交路里程达6410公里，同时还担当29个专调点调车作业和部分小运转列车牵引任务。在机车检修方面，承担内燃电力机车中修、小辅修任务。在机车整备方面，主要负责广州、韶关、深圳、珠海、三水、茂名地区共10个整备点的机车整备作业。

## 段内设施
广州机务段是中国中南地区唯一向普通市民开放的铁路机务段，普通市民免携带身份证即可入内参观。

### 转向架检修库
“转向架检修库”原为“电力库”，成立于2004年，初期用于电力机车中修、电器类班组及电器辅件检修，2018年改为现名。

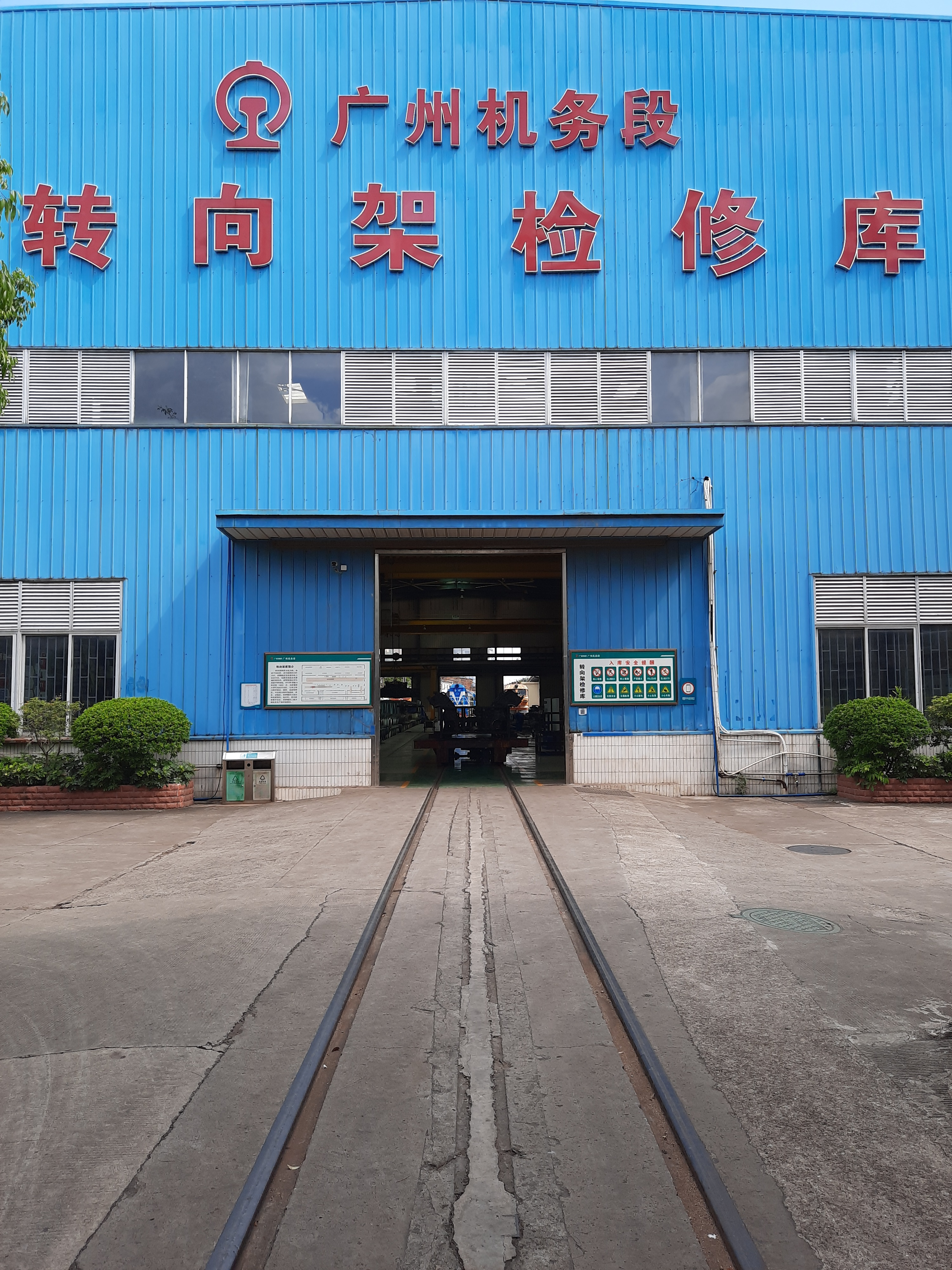
转向架检修库外景
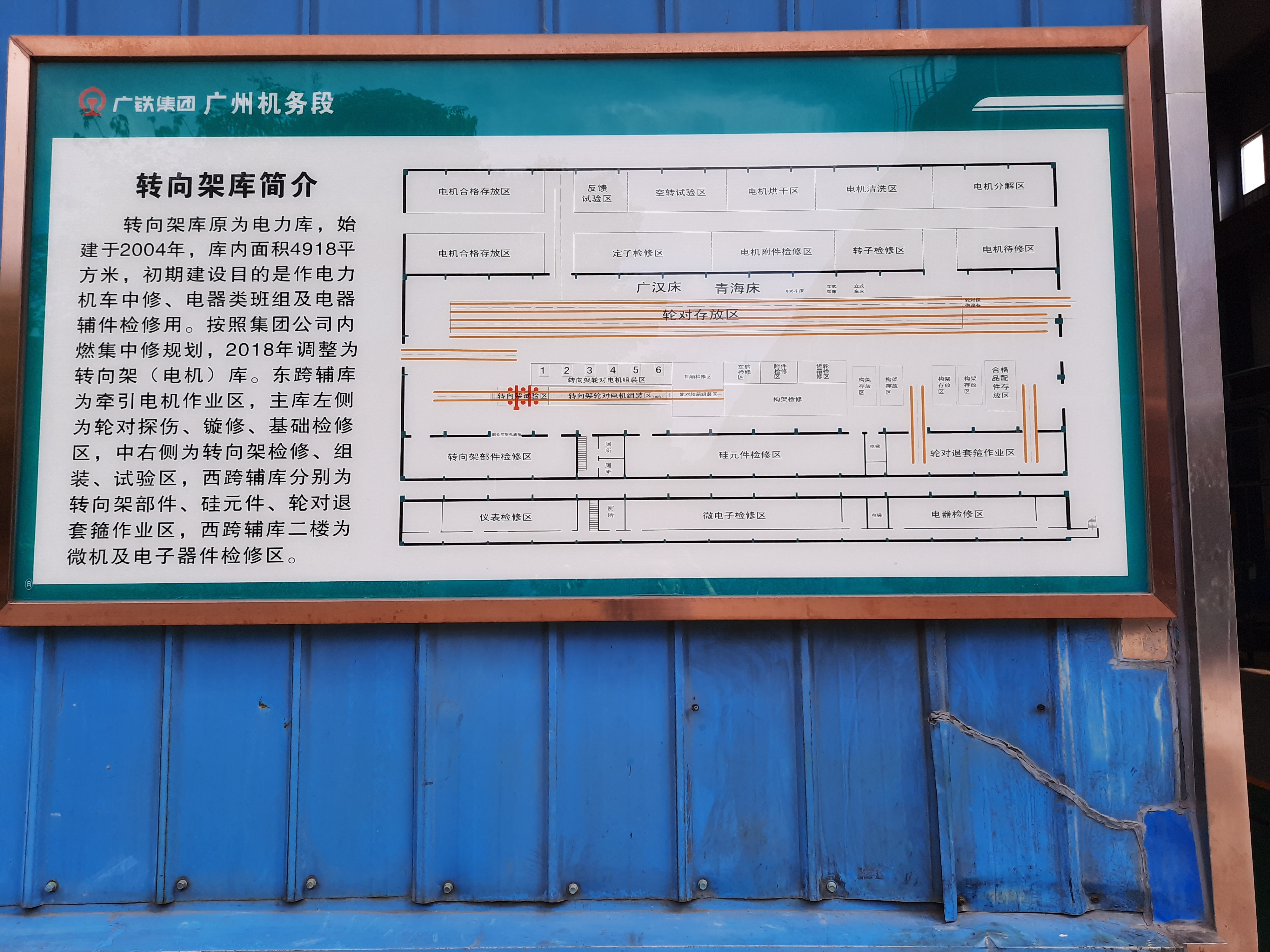
转向架检修库简介

### 办公大楼
办公大楼是广州机务段的中枢，位于广州机务段的中部，楼高八层。

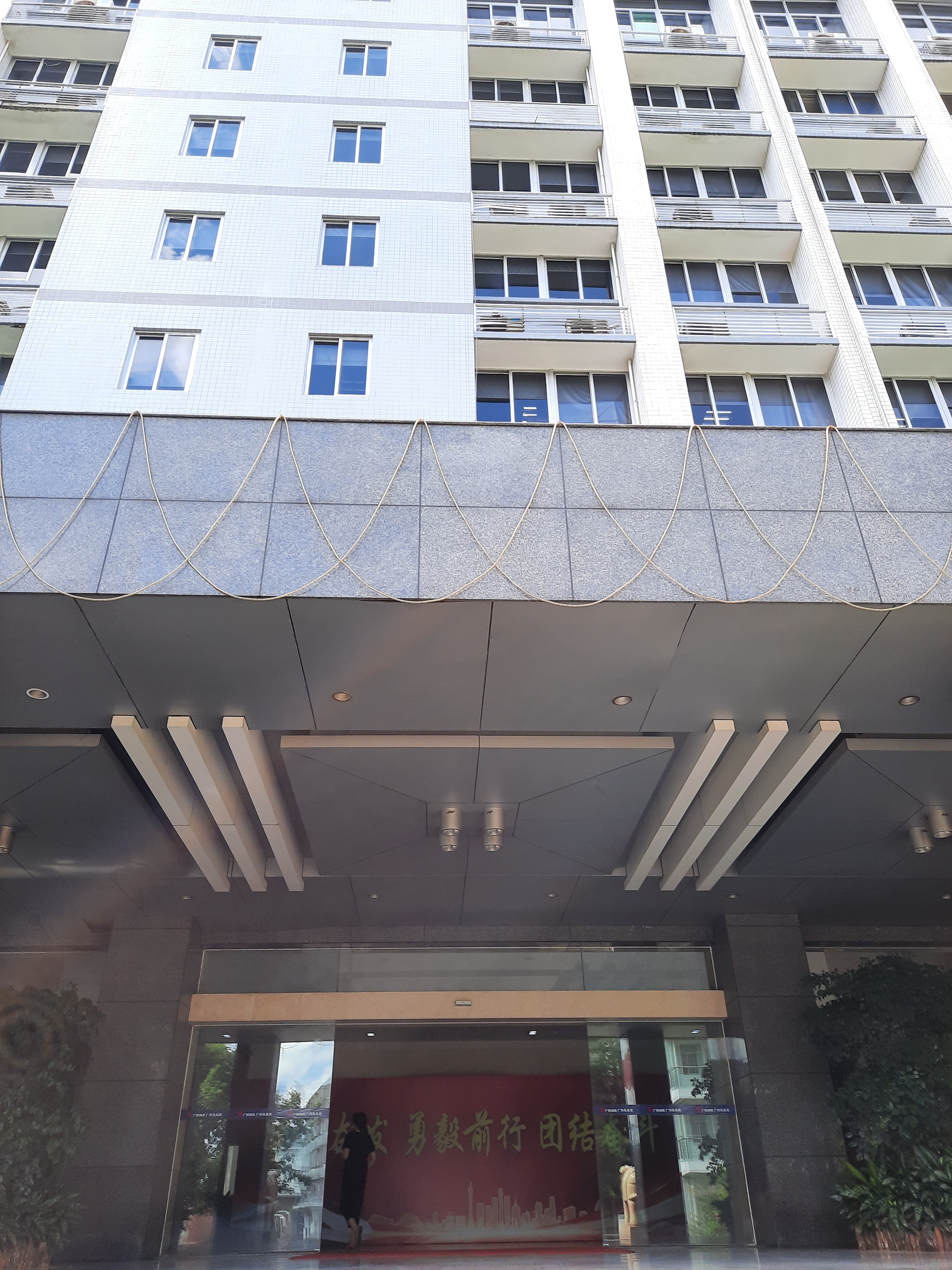
办公大楼外景
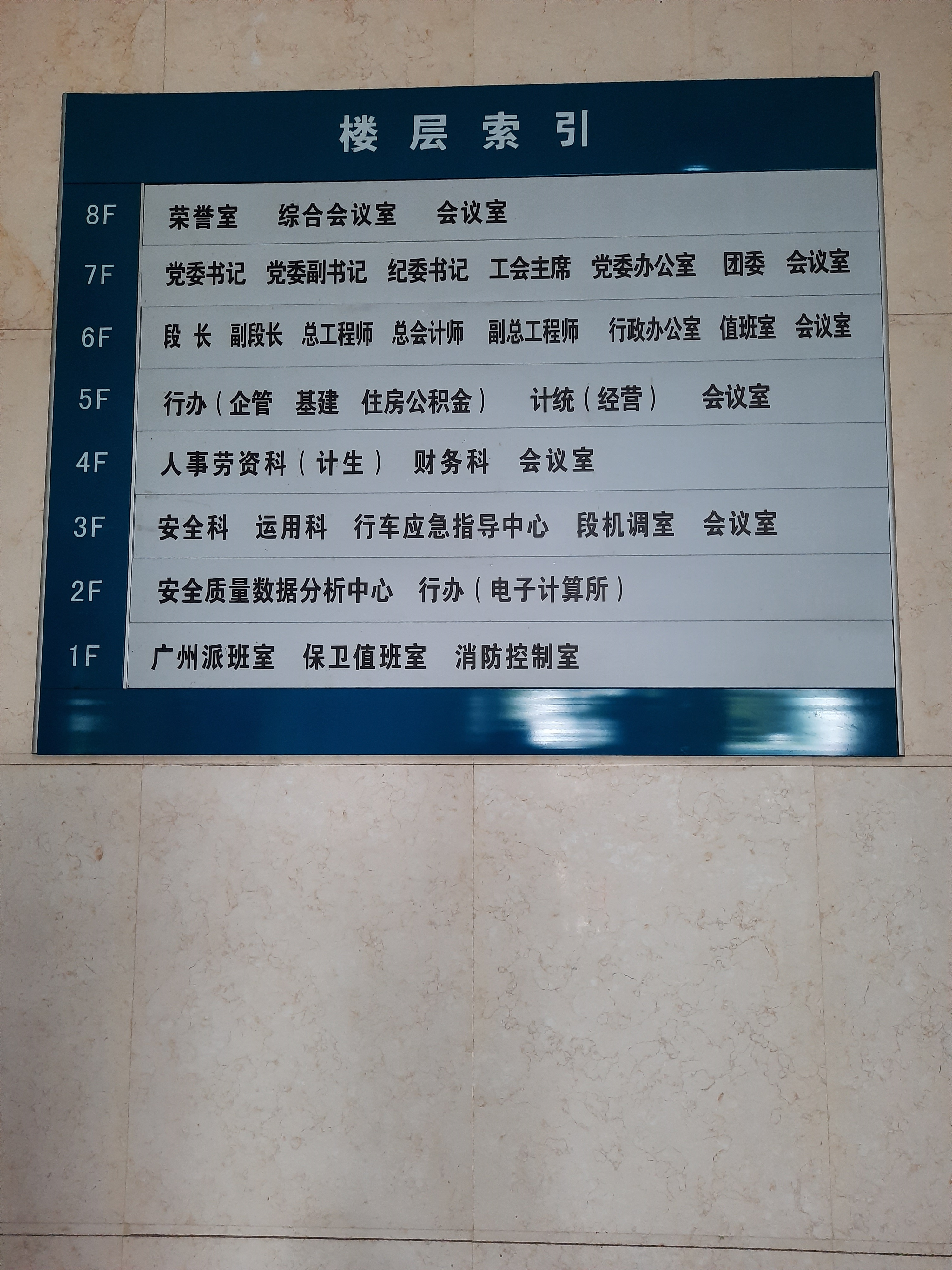
办公大楼楼层索引

### 文体中心
文体中心是广州机务段职工文体设施所在地，位于广州机务段的东南部，楼高二层。

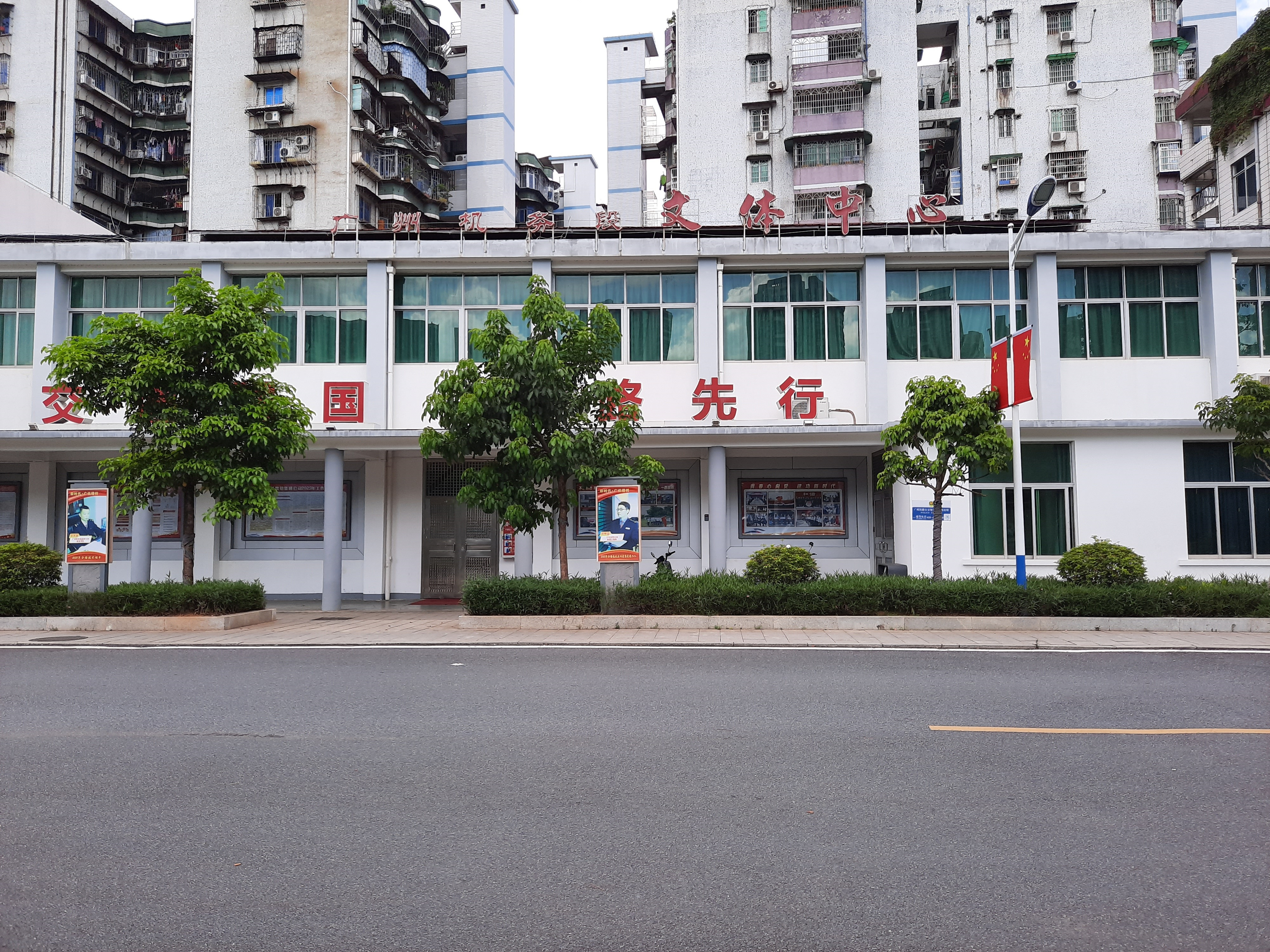
文体中心内景

### 综合体育场
综合体育场位于广州机务段正门外侧，内含200米跑道及足球场、篮球场各一个，平常只作休闲散步功能。

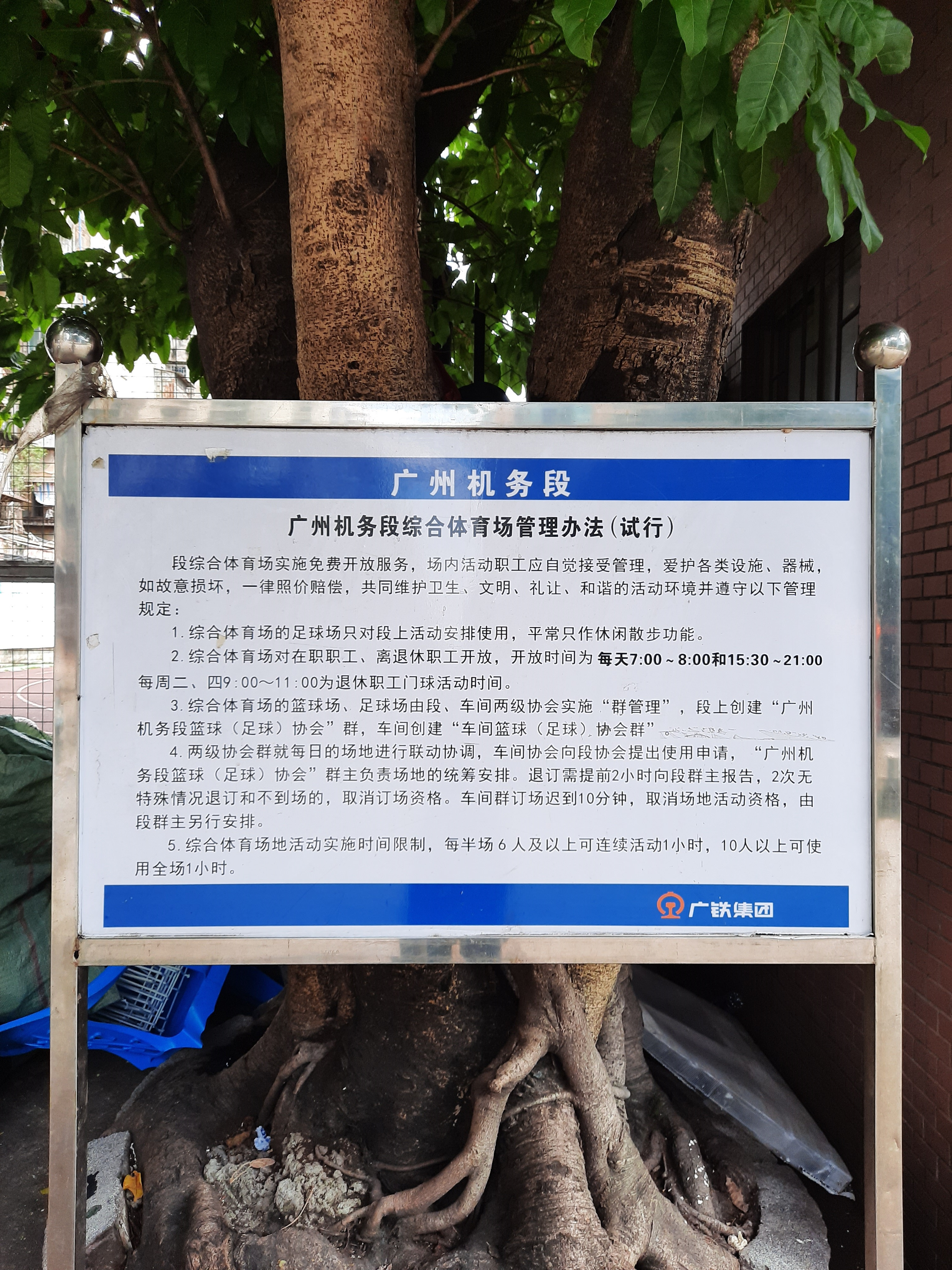
综合体育场管理办法
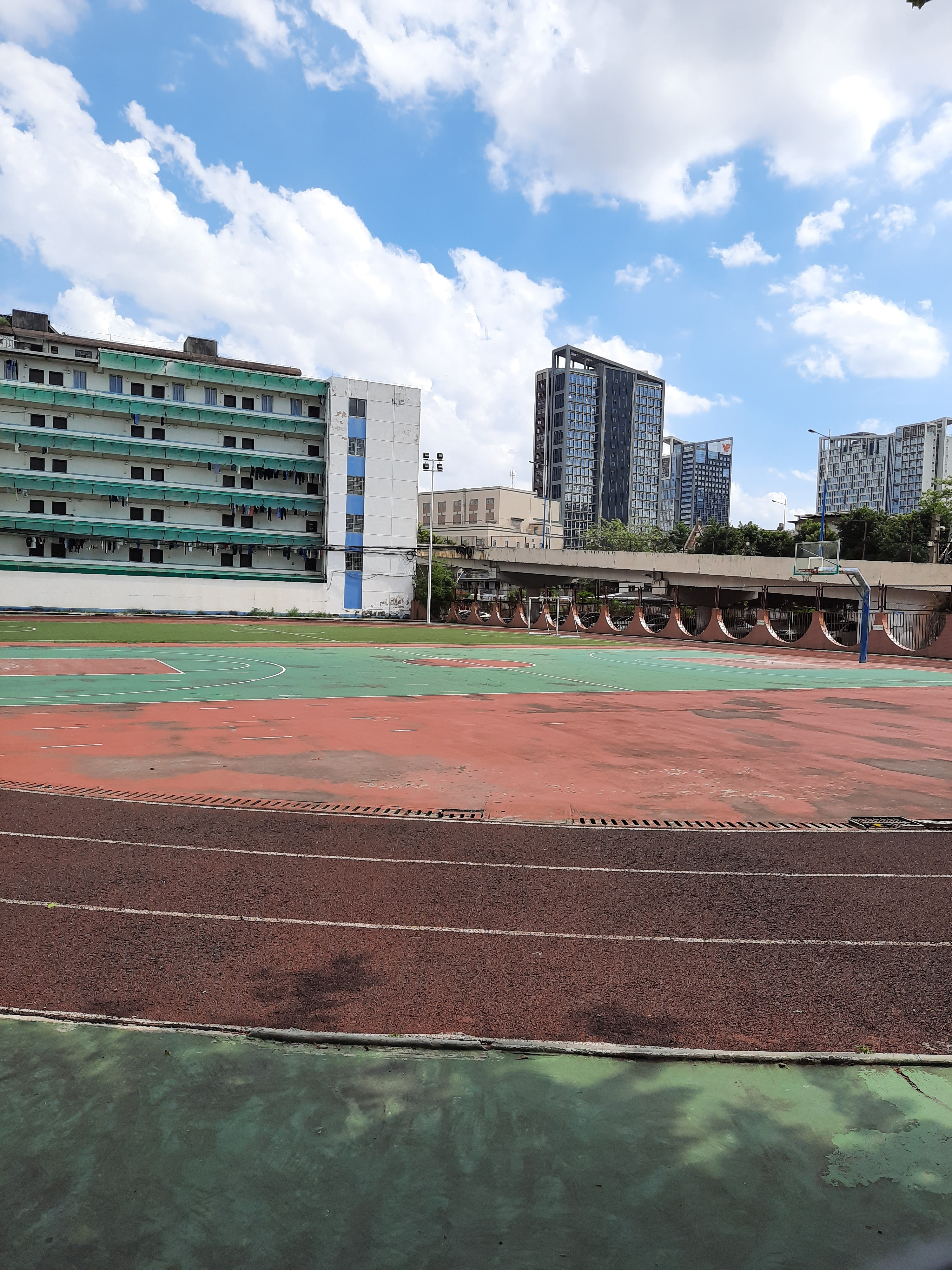
综合体育场内景

## 事件
2023年7月14日，广州市越秀区市场监管局对广州机务段以“机车牵引服务费”名义多收取机车出租费的行为作出行政处罚。